# Codex diplomaticus Silesiae
Codex diplomaticus Silesiae ist eine seit dem letzten Drittel des 19. Jahrhunderts u. a. von Konrad Wutke und August Meitzen herausgegebene Reihe von Urkundenbüchern zur Geschichte Schlesiens.
Der vollständige Titel lautet: Codex diplomaticus Silesiae, herausgegeben vom Verein für Geschichte und Alterthum Schlesiens, Breslau (Josef Max & Co.) 1857–1933, 36 Bände.